# 纺织工 (乐队)
“纺织工”乐队是成立于美国纽约格林尼治村的四人合唱民谣组合。他们演唱的歌曲包括世界各地的民间音乐，以及蓝调、福音音乐、儿歌以及美国民谣，巅峰时期作品销量达数百万张。他们的作品风格浓厚，富有张力，是使民歌音乐在二十世纪五十与六十年代从小众转向流行的关键力量。